# Mitsutoshi Tsushima
Mitsutoshi Tsushima (津島三敏?, Tsushima Mitsutoshi; Shizuoka, 30 luglio 1974) è un ex calciatore giapponese, di ruolo difensore.

## Carriera
Ha militato nel Nagoya Grampus dal 1993 al 1995. Nel 2005 milita nel Gifu, club militante nelle leghe inferiori giapponesi.